# Kirgiziska SSR
Kirgiziska socialistiska sovjetrepubliken, förkortat Kirgiziska SSR, var 1936–1991 en sovjetrepublik. I samband med Sovjetunionens upplösning 1991 blev sovjetrepubliken det självständiga landet Kirgizistan.

## Historik
Kirgiziska SSR var ett bergland, omfattande västra delen av Tian Shan med sjön Ysyk-Köl. Befolkningen bestod 1939 till 66 procent av kirgiser, 12 procent av ryssar, 11 procent av uzbeker och 6 procent av ukrainare. Kirgiserna och uzbekerna var muslimer och till största delen boskapsuppfödande nomader. Den odlade arealen uppgick 1942 till 12 250 km2. Bergsbruket lämnade stenkol (1 383 000 ton 1940), kvicksilver, bly, guld, silver m.m. Kommunikationsnätet var otillfredsställande men under utbyggnad. 1939 var c:a 30 procent av befolkningen analfabeter.
I folkomröstningen 1991 röstade 88,7% i republiken för att behålla Sovjetunionen.